# Europaspiele 2023/Fechten
Bei den Europaspielen 2023 wurden zwölf Wettbewerbe im Fechten ausgetragen.

## Bilanz

### Medaillenspiegel
| Platz  | Land           | Gold | Silber | Bronze | Gesamt |
| ------ | -------------- | ---- | ------ | ------ | ------ |
| 1      | Frankreich     | 3    | 2      | —      | 5      |
| 2      | Italien        | 2    | 2      | 3      | 7      |
| 3      | Polen          | 2    | 2      | —      | 4      |
| 4      | Ukraine        | 2    | —      | 1      | 3      |
| 5      | Ungarn         | 1    | 2      | 3      | 6      |
| 6      | Georgien       | 1    | —      | —      | 1      |
| 6      | Niederlande    | 1    | —      | —      | 1      |
| 8      | Rumänien       | —    | 1      | 1      | 2      |
| 9      | Dänemark       | —    | 1      | —      | 1      |
| 9      | Schweiz        | —    | 1      | —      | 1      |
| 9      | Portugal       | —    | 1      | —      | 1      |
| 12     | Deutschland    | —    | —      | 5      | 5      |
| 13     | Belgien        | —    | —      | 1      | 1      |
| 13     | Griechenland   | —    | —      | 1      | 1      |
| 13     | Großbritannien | —    | —      | 1      | 1      |
| 13     | Israel         | —    | —      | 1      | 1      |
| 13     | Spanien        | —    | —      | 1      | 1      |
| Gesamt | Gesamt         | 12   | 12     | 18     | 42     |

### Medaillengewinner
Männer
| Disziplin          | Gold                                                                 | Silber                                                          | Bronze                                                                     |
| ------------------ | -------------------------------------------------------------------- | --------------------------------------------------------------- | -------------------------------------------------------------------------- |
| Degen              | Tristan Tulen (NED)                                                  | Miguel Frazão (POR)                                             | Wolodymyr Stankewytsch (UKR) Manuel Bargues (ESP)                          |
| Florett            | Michał Siess (POL)                                                   | Jonas Winterberg-Poulsen (DEN)                                  | Stef van Campenhout (BEL) Laurenz Rieger (GER)                             |
| Säbel              | Sandro Basadse (GEO)                                                 | Krzysztof Kaczkowski (POL)                                      | Áron Szilágyi (HUN) William Deary (GBR)                                    |
| Degen Mannschaft   | UngarnTibor Andrásfi Máté Tamás Koch Dávid Nagy Gergely Siklósi      | SchweizAlexis Bayard Théo Brochard Hadrien Favre Max Heinzer    | ItalienGabriele Cimini Davide Di Veroli Andrea Santarelli Federico Vismara |
| Florett Mannschaft | ItalienAlessio Foconi Daniele Garozzo Filippo Macchi Tommaso Marini  | FrankreichAlexandre Ediri Enzo Lefort Maxime Pauty Rafaël Savin | DeutschlandPaul Faul Alexander Kahl Luis Klein Laurenz Rieger              |
| Säbel Mannschaft   | FrankreichBoladé Apithy Sébastien Patrice Maxime Pianfetti Tom Seitz | ItalienLuca Curatoli Michele Gallo Matteo Neri Luigi Samele     | DeutschlandRaoul Bonah Lorenz Kempf Frederic Kindler Matyas Szabo          |

Frauen
| Disziplin          | Gold                                                                                     | Silber                                                                 | Bronze                                                                  |
| ------------------ | ---------------------------------------------------------------------------------------- | ---------------------------------------------------------------------- | ----------------------------------------------------------------------- |
| Degen              | Dschoan Fejbi Beschura (UKR)                                                             | Martyna Swatowska-Wenglarczyk (POL)                                    | Anna Kun (HUN) Alexandra Ehler (GER)                                    |
| Florett            | Julia Walczyk-Klimaszyk (POL)                                                            | Flóra Pásztor (HUN)                                                    | Mălina Călugăreanu (ROU) Gili Kuritzky (ISR)                            |
| Säbel              | Olha Charlan (UKR)                                                                       | Ilinca Pantis (ROU)                                                    | Theodora Gkountoura (GRE) Eloisa Passaro (ITA)                          |
| Degen Mannschaft   | FrankreichMarie-Florence Candassamy Alexandra Louis-Marie Auriane Mallo Coraline Vitalis | UngarnLili Büki Anna Kun Eszter Muhari Dorina Wimmer                   | ItalienRossella Fiamingo Federica Isola Mara Navarria Alberta Santuccio |
| Florett Mannschaft | ItalienMartina Batini Martina Favaretto Francesca Palumbo Alice Volpi                    | FrankreichAnita Blaze Morgane Patru Pauline Ranvier Ysaora Thibus      | DeutschlandLeandra Behr Aliya Dhuique-Hein Leonie Ebert Anne Sauer      |
| Säbel Mannschaft   | FrankreichManon Brunet Sara Balzer Cécilia Berder Margaux Rifkiss                        | ItalienMartina Criscio Rossella Gregorio Chiara Mormile Eloisa Passaro | UngarnKatinka Battai Renáta Katona Liza Pusztai Luca Szűcs              |